# إستجة

شعار مدينة إستجة

إِسْتِجَة أو إسيجة (من اللاتينية: Colonia Augusta Firma Astigi، وكانت تلقّب بـمدينة القطن في فترة الحكم العربي للأندلس) مدينة بمقاطعة إشبيلية بجنوب إسبانيا. بلغ عدد سكانها 40.143 نسمة عام 2008.

## توأمة
لإستجة اتفاقيات توأمة مع كل من:
- آرنخويث
- Les Pavillons-sous-Bois [الإنجليزية]‏
- السمارة
- Cerro, Havana [الإنجليزية]‏
- إيبارا

## أعلام
- أنطونيو غارسيا مونتيرو
- إيدي سلفستر باسكوال
- غيرونيمو دي أغيلار
- كريستوبال موسكيرا دي فيغيروا
- روبين بيريز ديل مارمول